# Carantilly
Carantilly és un municipi francès situat al departament de la Manche i a la regió de Normandia. L'any 2007 tenia 587 habitants.

## Demografia

### Població
El 2007 la població de fet de Carantilly era de 587 persones. Hi havia 248 famílies de les quals 72 eren unipersonals (32 homes vivint sols i 40 dones vivint soles), 64 parelles sense fills, 92 parelles amb fills i 20 famílies monoparentals amb fills.
La població ha evolucionat segons el següent gràfic:
Habitants censats

### Habitatges
El 2007 hi havia 300 habitatges, 249 eren l'habitatge principal de la família, 35 eren segones residències i 16 estaven desocupats. 298 eren cases i 1 era un apartament. Dels 249 habitatges principals, 192 estaven ocupats pels seus propietaris, 52 estaven llogats i ocupats pels llogaters i 5 estaven cedits a títol gratuït; 2 tenien una cambra, 8 en tenien dues, 49 en tenien tres, 68 en tenien quatre i 122 en tenien cinc o més. 181 habitatges disposaven pel capbaix d'una plaça de pàrquing. A 125 habitatges hi havia un automòbil i a 96 n'hi havia dos o més.

### Piràmide de població
La piràmide de població per edats i sexe el 2009 era:
| Homes | Edats   | Dones |
| ----- | ------- | ----- |
| 0     | 95 o +  | 0     |
| 0     | 90 a 94 | 0     |
| 8     | 85 a 89 | 4     |
| 8     | 80 a 84 | 0     |
| 12    | 75 a 79 | 16    |
| 8     | 70 a 74 | 12    |
| 12    | 65 a 69 | 20    |
| 24    | 60 a 64 | 16    |
| 20    | 55 a 59 | 8     |
| 12    | 50 a 54 | 20    |
| 16    | 45 a 49 | 24    |
| 12    | 40 a 44 | 16    |
| 20    | 35 a 39 | 16    |
| 16    | 30 a 34 | 32    |
| 16    | 25 a 29 | 8     |
| 20    | 20 a 24 | 8     |
| 20    | 15 a 19 | 16    |
| 12    | 10 a 14 | 12    |
| 8     | 5 a 9   | 28    |
| 28    | 0 a 4   | 16    |

## Economia
El 2007 la població en edat de treballar era de 373 persones, 291 eren actives i 82 eren inactives. De les 291 persones actives 279 estaven ocupades (153 homes i 126 dones) i 12 estaven aturades (3 homes i 9 dones). De les 82 persones inactives 40 estaven jubilades, 22 estaven estudiant i 20 estaven classificades com a «altres inactius».

### Ingressos
El 2009 a Carantilly hi havia 251 unitats fiscals que integraven 618 persones, la mediana anual d'ingressos fiscals per persona era de 16.069 €.

### Activitats econòmiques
Dels 16 establiments que hi havia el 2007, 2 eren d'empreses alimentàries, 2 d'empreses de fabricació d'altres productes industrials, 6 d'empreses de construcció, 1 d'una empresa de comerç i reparació d'automòbils, 1 d'una empresa de transport, 1 d'una empresa d'hostatgeria i restauració, 1 d'una empresa financera i 2 d'entitats de l'administració pública.
Dels 5 establiments de servei als particulars que hi havia el 2009, 3 eren fusteries i 2 lampisteries.
L'únic establiment comercial que hi havia el 2009 era una carnisseria.
L'any 2000 a Carantilly hi havia 33 explotacions agrícoles que ocupaven un total de 588 hectàrees.

## Equipaments sanitaris i escolars
L'únic equipament sanitari que hi havia el 2009 era un psiquiàtric.
El 2009 hi havia una escola elemental integrada dins d'un grup escolar amb les comunes properes formant una escola dispersa.

## Poblacions més properes
El següent diagrama mostra les poblacions més properes.